# 罗伯特·休伊特·沃尔夫
罗伯特·休伊特·沃尔夫（Robert Hewitt Wolfe）是一位美国的电视制片人与剧作家。他在科幻剧集《星际旅行：深空九号》中担任编剧职务；他还在吉恩·罗登伯里的基础上，发展并制作了科幻剧集《星舰复国记》（Andromeda）。他因以上这些成就而闻名。在2005年，他与妻子Celeste、小狗Tonka居住在洛杉矶。